# Ribeirão São João
Der Ribeirão São João ist ein etwa 30 km langer linker Nebenfluss des Rio Paraná im Westen des brasilianischen Bundesstaats Paraná.

## Etymologie
Ribeirão bedeutet auf Deutsch Bach. São João ist der portugiesische Name des Heiligen Johannes.

## Geografie

### Lage
Das Einzugsgebiet des Ribeirão São João befindet sich auf dem Terceiro Planalto Paranaense (Dritte oder Guarapuava-Hochebene von Paraná).

### Verlauf
Sein Quellgebiet liegt auf der Grenze zwischen den beiden Munizipien São Jorge do Patrocínio und Altônia auf 425 m Meereshöhe auf halbem Weg zwischen Altônia und Pérola an der PR-496.
Der Fluss verläuft in westlicher Richtung. Er bildet in seinem gesamten Verlauf die Grenze zwischen den beiden Munizipien. Er mündet auf 223 m Höhe von links in den Rio Paraná. Er ist etwa 30 km lang.

### Munizipien im Einzugsgebiet
Am Ribeirão São João liegen die zwei Munizipien São Jorge do Patrocínio und Altônia.